# Dypsis andrianatonga
Dypsis andrianatonga – gatunek roślin z rzędu arekowców (Arecales). 
Występuje endemicznie na Madagaskarze, w prowincji Antsiranana. Można go spotkać między innymi w Parku Narodowym Marojejy. Znane są tylko 2-5 jego naturalne stanowiska.
Rośnie w bioklimacie wilgotnym, jak i średniowilgotnym. Występuje na wysokości 500–2000 m n.p.m.